# 足尾山
足尾山（あしおさん）は、茨城県石岡市と桜川市の境に位置する標高627.5mの山である。北から御嶽山、雨引山、燕山、加波山、丸山、足尾山、きのこ山、弁天山、筑波山の順に連なる筑波連山北部の山の一つである。

## 概要
筑波連山の中では、877mの筑波山 、709mの加波山、701mの燕山に次いで標高が高い。山頂には足尾神社本殿が鎮座している。
『常陸国風土記』では「葦穂山」（おはつせ山）とあり、平安時代に醍醐天皇がこの山の神社に祈願し足の病が治ったことから、「日本最初足尾神社」の勅額を下賜したため、「足尾山」に改称したといわれる。
かつては加波山と共に天狗の山として知られていた。

## 信仰
足尾山は、筑波山や加波山と並んで古来より山岳信仰の対象となっており、山中には霊石とされる巨岩や奇岩も多い。かつては山中に800座の霊場があったといわれ、明治・大正・昭和の初め頃までは多くの霊場参拝者があったが、現在は廃れてしまっている。
現在山頂には足尾神社本殿が、その少し下に拝殿が鎮座している。足尾神社は、醍醐天皇が夢枕でこの神社を知り祈願して足の病が全治したといわれることから、足の病に霊験があるとされ、草鞋、靴、義足などが多数奉納されている。
東麓の石岡市小屋には、足尾神社の里宮とかつて足尾神社の別当だった大岩寺がある。

## 登山道
石岡市上曽の上曽宿や小屋からの登山道や、桜川市白井からの登山道などが古くから知られている。
JR水戸線岩瀬駅から、御嶽山、雨引山、燕山、加波山、丸山、足尾山、きのこ山の順に筑波連山を縦走する登山者も多い。

## 周辺
筑波連山周辺はスカイスポーツが盛んであり、足尾山からきのこ山にかけての稜線にはハンググライダーやパラグライダーなどのスカイスポーツの離陸場が数ヵ所設置されている。

## その他
関東ふれあいの道のコースになっている。